# Свилайнац
Свилайнац (серб. Свилајнац) — город в центральной Сербии. Входит в состав в Поморавского округа. Административный центр одноименной общины.
Расположен на р. Ресава в 100 км к юго-востоку от Белграда.
Население города по переписи 2011 г. — 9 131 человек. Площадь — 28 км².

## История
Свилайнац впервые упоминается в документах Османской империи в 1467 году. Это место стало известно производством шёлка. Процветал как торговый центр, где торговали шёлком, шерстью и скотом.

## Топоним
Название произошло от сербского Свила — Шёлк).

## Известные уроженцы
- Свилайнац является родиной Стефана Синджелича, лидера первого сербского восстания против османского владычества в 1804 году. В центре города установлена статуя в его честь.
- Йоксимович, Божидар (1868–1955) – композитор.

## Достопримечательности
В 2015 году в городе был открыт Центр естественной истории Сербии площадью 3 000 м². Он стал главной туристической достопримечательностью всего региона, в основном, из-за выставки останков динозавров в Дино-парке. Центр расположен недалеко от центра города. Из 20 копий динозавров самой большой — Диплодок , 11 м в высоту и 20 м в длину.